# ライアン・ピーク
ライアン・ピーク（Ryan Anthony Peake、1973年3月1日 - ）とは、カナダのミュージシャン、ギタリスト、ボーカリストである。
カナダのロックバンド、ニッケルバックのギタリストとして活動している。

## 音楽性
ニッケルバックではおもにリズムギターとコーラスを担当。基本的にはリズムギターとしてバッキングに徹していることが多いが、状況に応じてリードギターを弾くこともある。またキーボードのサポートメンバーがツアーに参加できない場合などはキーボードを担当する。ニッケルバックの多くの楽曲でボーカルのチャド・クルーガーが歌う主旋律にドラマーのダニエル・アデアと共に副旋律を歌うことが多く、その高い歌唱力で他のアーティストの楽曲をライブで演奏するときなどはリードボーカルも担当する。

## 使用機材
主にギブソンかフェンダーのエレクトリック・ギターを使用し、ピックアップはEMGで統一している。またアコースティックギターはギブソンか、ライアンが父から受け継いだハーモニーのアコースティックギター(主にPhotographのライブで使用。PVではチャドが弾いている。)を主に使用することが多い。幅広いチューニングを使い分け、3音半下げチューニングなどでは6弦から.080～という非常に太いゲージの弦が張られたギターを使用する。また、チャドが７弦ギターを使用する楽曲でもライアンは６弦ギターを使用する。

## 人物
冷静な性格でインタビューなどでは物静かに話すことが多い。ダニエルはライアンと初めて会った時の第一印象として「シャイな奴」と語っており、本人もそれを認めている。既婚者であり2児の父。妻はTreana Peakeという人物で、彼らは高校の同級生である。また、ニッケルバックの「Savin' Me」という楽曲のPVのストーリーはTreanaのアイディアがもとになっている。